# Elencos da Bigla Pro Cycling Team
A equipa ciclista profissional alemão Bigla Pro Cycling Team tem tido durante toda a sua história sendo de categoria UCI Women's Team, máxima categoria feminina do ciclismo de estrada a nível mundial, os seguintes modelos:

## 2017
| Integrantes da equipe 2017               | Integrantes da equipe 2017 | Integrantes da equipe 2017             | Integrantes da equipe 2017 |
| Ciclista                                 | Data de nascimento         | Equipe anterior                        |                            |
| ---------------------------------------- | -------------------------- | -------------------------------------- | -------------------------- |
| Allie Dragoo (1 jan.–12 jun.)            | 17 dezembro 1989           | Twenty16-Ridebiker (2016)              |                            |
| Nicole Hanselmann                        | 6 maio 1991                |                                        |                            |
| Ciara Horne                              | 7 setembro 1989            |                                        |                            |
| Lisa Klein                               | 15 julho 1996              |                                        |                            |
| Clara Koppenburg                         | 3 agosto 1995              |                                        |                            |
| Lotta Lepistö                            | 28 junho 1989              |                                        |                            |
| Cecilie Uttrup Ludwig                    | 23 agosto 1995             | BMS BIRN (2016)                        |                            |
| Ashleigh Moolman Pasio                   | 9 dezembro 1985            | Hitec Products (2014)                  |                            |
| Christina Perchtold                      | 11 maio 1993               | Vitalogic Astrokalb Radunion Nö (2016) |                            |
| Gabrielle Pilote Fortin                  | 26 abril 1993              | Visit Dallas (2015)                    |                            |
| Stephanie Gaumnitz                       | 21 outubro 1987            | Futurumshop.nl-Polaris (2013)          |                            |
| Marie Vilmann                            | 21 outubro 1993            | BMS BIRN (2016)                        |                            |
| Daria Pikulik (3 jul.–31 dez.)           | 6 janeiro 1997             |                                        |                            |
|                                          |                            |                                        |                            |
| Fontes: ProCyclingStats Cycling Archives |                            |                                        |                            |

## 2018
| Integrantes da equipe 2018      | Integrantes da equipe 2018 | Integrantes da equipe 2018                       | Integrantes da equipe 2018 |
| Ciclista                        | Data de nascimento         | Equipe anterior                                  |                            |
| ------------------------------- | -------------------------- | ------------------------------------------------ | -------------------------- |
| Ann-Sophie Duyck                | 23 julho 1987              | Drops (2017)                                     |                            |
| Nicole Hanselmann               | 6 maio 1991                |                                                  |                            |
| Emma Norsgaard                  | 26 julho 1999              | Team Rytger powered by Cykeltøj-Online.dk (2017) |                            |
| Clara Koppenburg                | 3 agosto 1995              |                                                  |                            |
| Lotta Lepistö                   | 28 junho 1989              |                                                  |                            |
| Cecilie Uttrup Ludwig           | 23 agosto 1995             | BMS BIRN (2016)                                  |                            |
| Ashleigh Moolman Pasio          | 9 dezembro 1985            | Hitec Products (2014)                            |                            |
| Claire Rose                     | 23 maio 1987               | Visit Dallas DNA (2017)                          |                            |
| Marie Vilmann                   | 21 outubro 1993            | BMS BIRN (2016)                                  |                            |
| Sophie Wright (20 ago.–31 dez.) | 15 março 1999              |                                                  |                            |
|                                 |                            |                                                  |                            |
| Fonte: ProCyclingStats          |                            |                                                  |                            |

## 2019
| Integrantes da equipe 2019           | Integrantes da equipe 2019 | Integrantes da equipe 2019                       | Integrantes da equipe 2019 |
| Ciclista                             | Data de nascimento         | Equipe anterior                                  |                            |
| ------------------------------------ | -------------------------- | ------------------------------------------------ | -------------------------- |
| Martina Alzini                       | 10 fevereiro 1997          | Astana Women's Team (2018)                       |                            |
| Elizabeth Banks                      | 7 novembro 1990            | UnitedHealthcare Women's Team (2018)             |                            |
| Elise Chabbey                        | 24 abril 1993              | Cogeas-Mettler Pro Cycling Team (2018)           |                            |
| Niamh Fisher-Black (12 set.–31 dez.) | 12 agosto 2000             | Mike Greer Homes Womens Cycling Team (2019)      |                            |
| Nicole Hanselmann                    | 6 maio 1991                |                                                  |                            |
| Mikayla Harvey                       | 7 setembro 1998            | Team Illuminate (2018)                           |                            |
| Julie Norman Leth                    | 13 julho 1992              | Wiggle High5 (2018)                              |                            |
| Emma Norsgaard                       | 26 julho 1999              | Team Rytger powered by Cykeltøj-Online.dk (2017) |                            |
| Nikola Nosková                       | 1 julho 1997               | Bepink (2018)                                    |                            |
| Maria Vittoria Sperotto              | 20 novembro 1996           | Bepink (2018)                                    |                            |
| Leah Thomas                          | 30 maio 1989               | UnitedHealthcare Women's Team (2018)             |                            |
| Cecilie Uttrup Ludwig                | 23 agosto 1995             | BMS BIRN (2016)                                  |                            |
| Sophie Wright                        | 15 março 1999              | NCC Group-Kuota-Torelli (2018)                   |                            |
|                                      |                            |                                                  |                            |
| Fonte: ProCyclingStats               |                            |                                                  |                            |